# Tere Jiménez
María Teresa Jiménez Esquivel, detta Tere (Valle de Bravo, 25 maggio 1984), è una politica messicana, governatrice di Aguascalientes dal 1º ottobre 2022.

## Biografia
Nata nello stato del Messico, studia e si laurea in scienze politiche e in pubblica amministrazione presso l'Università autonoma di Aguascalientes. Una volta laureata, consegue due master: uno in gestione pubblica e l'altro in politica pubblica, quest'ultimo acquisito all'Università La Concordia.

### Carriera politica
Successivamente entra in politica, nel Partito Azione Nazionale, ricoprendo diversi incarichi pubblici a livello federale, statale e municipale; le sue ideologie sono sempre state legate al rafforzamento comunale e al federalismo, che sono alla base dell'organizzazione sociale e politica in Messico.
È stata deputata federale per il secondo distretto di Aguascalientes per la sessantatreesima legislatura della Camera dei deputati del Messico, dove si è concentrata su questioni di alta sensibilità, come per esempio la sicurezza.
Nel 2017 viene eletta sindaca di Aguascalientes, diventando la donna più giovane a ricoprire tale carica. Al termine della sua carica da sindaca, nel 2021, diviene nuovamente deputata federale per la sessantacinquesima legislatura.
Si candida alle elezioni del suo stato del 2022, svoltesi a giugno, dove vince, divenendo, dal 1º ottobre 2022, governatrice dello stato di Aguascalientes. Diventa anche la prima donna ad essere governatrice dello stato.

## Vita privata
Si sposa nel luglio 2021 con Luis Alberto Villarreal, politico, ex sindaco di San Miguel de Allende ed ex deputato.